# Zdravstveni dom Ljubljana Moste-Polje
Zdravstveni dom Ljubljana Moste-Polje je zdravstveni zavod, ki deluje v okviru Zdravstvenega doma Ljubljana. 